# Claoxylon microcarpum
Claoxylon microcarpum är en törelväxtart som beskrevs av Airy Shaw. Claoxylon microcarpum ingår i släktet Claoxylon och familjen törelväxter.
Artens utbredningsområde är Papua Nya Guinea. Inga underarter finns listade i Catalogue of Life.